# Milton (Cherwell)
Milton – wieś w Anglii, w hrabstwie Oxfordshire, w dystrykcie Cherwell. Leży 30 km na północ od Oksfordu i 101 km na północny zachód od Londynu. W 2001 miejscowość liczyła 216 mieszkańców.